# Pakhórasz
Pakhórasz (óegyiptomi neve Ibsek, görögül Παχώρας, vagy Pakharasz, nobadiai korban , azaz Pharasz, vagy Para később arabul Farasz) Nobadia királyságának fővárosa, egyben a püspökség székhelye. Kusztul és Aksa között félúton helyezkedik el, a Nílus második zuhataga közelében, a Buhen és Abu Szimbel közti sűrű településhálózat egyikeként. 1961–1963-ig a keresztény kor teljesen ismeretlen volt, amikor az UNESCO „núbiai mentőakciója” során egy lengyel régészcsapat felfedezte és feltárta a püspöki templomot, a püspökök sírhelyét és a mellette álló kolostort.

## Története
A település az óegyiptomi Isbekből a keresztény időszakban Pakhórasz lett. Talán kisebb elnéptelenedési szakasz is volt a 3. századtól az 5. század végéig tartó háborús időszakban. 530-ban már biztosan Nobadia fővárosa, de legkésőbb Silko uralkodása (450 körül) került ide az állam székhelye. Makuria és Nobadia egyesülése után püspöki székhely maradt, valamint az állam északi részét (a korábbi Nobadiát magában foglaló) eparkhia eparkhosza is itt tartotta a székhelyét.

## Feltárása

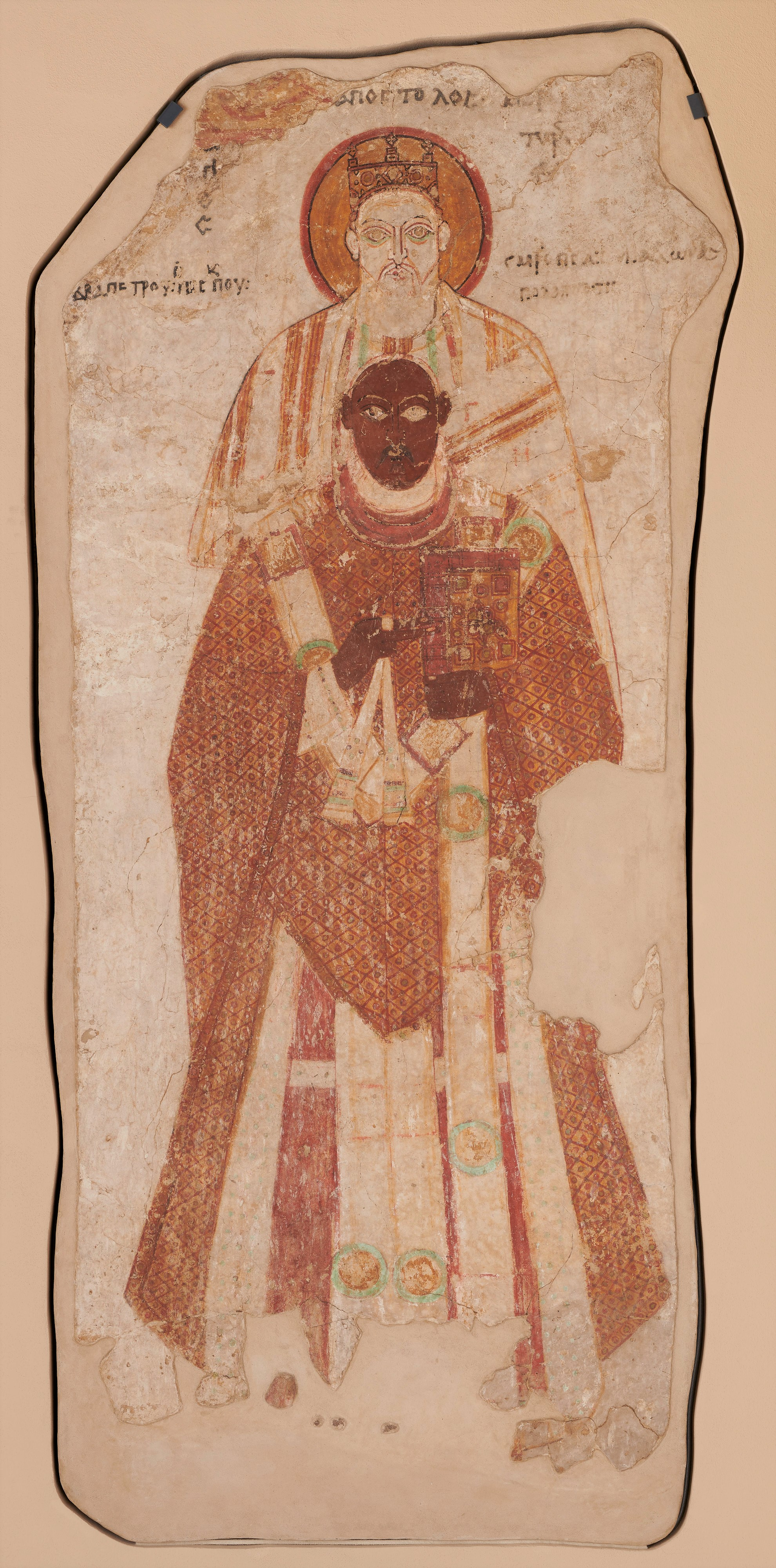
Petrosz püspök képmása. A püspök koponyája is előkerült, amely bizonyítja az ábrázolás hűségét: a koponya embertani jellegei alapján tényleg fekete volt

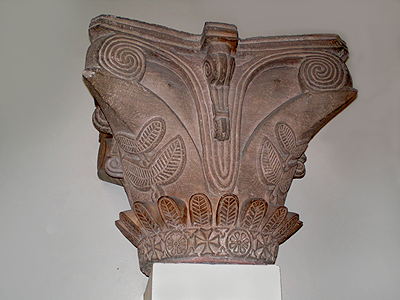
A katedrális egyik oszlopfője

A nobadiai időszak egyik legfontosabb felfedezése volt a város székesegyházának 1962-es feltárása. A pakhóraszi katedrálist Kazimierz Michałowski találta meg egy arab kori citadella alatt. Teljesen tele volt homokkal, sok freskót őrzött meg az afrikai kereszténység korai korszakából. Ezek a képek ma a legfontosabb példái a keresztény núbiai művészetnek. Számos jól ismert bibliai jelenet, valamint különböző püspökök pakhóraszi uralkodók portréi. Ugyanitt a pakhóraszi püspökség öt püspökének sírját is feltárták. Korábban 1908-tól 1912-ig az oxfordi egyetem ásatott a területen, leginkább az óegyiptomi emlékekre koncentráltak, és az arab citadella alatti dombot nem bolygatták meg.
Michałowski 1961-ben az arab citadella mellett kelet–nyugati irányban ásott kutatóárokkal érte el a keresztény rétegeket. Az első megtalált építmény egy négyszögletes alaprajzú, kupolával boltozott sír volt, mint később kiderült, az egyik püspök sírja. Tovább haladva a gödörrel, két kápolna került elő, amelyek a '60-as években igazi szenzációt keltettek, pedig ez csak a kezdet volt. Az egyik kápolnában két freskó maradt fenn, az egyik Mihály arkangyalt, a másik pedig Mária a gyermekkel. A freskók bizánci stílusúak. A kápolnák mögött találták meg az öt püspöki sírt, egy olyan keresztény ország püspökei voltak ők, akikről addig Európa semmit sem tudott.
A következő ásatási szezonban tárták fel a katedrálist és a hozzá tartozó monostort. A hozzá vezető úton freskókkal ellátott építmények (sírok, kápolnák) tucatjait találták meg. A templom 974 és 999 között épült.
A feltárt csontvázak embertani vizsgálata vegyes negrid és europid lakosságot állapított meg. Az átlagéletkor igen alacsony volt, a nőké 16–17 év, a férfiaké 30–40 év. Gyakoriak voltak bizonyos elváltozások. Így az I. Jóannész püspök sírjában eltemetett öt csontvázból kettőnek gerincmerevedése és kiterjedt ízületi gyulladásai voltak, az egyikük erős gerincferdüléssel. A megtalált püspökcsontvázak között arányaiban még nagyobb volt a testi fogyatékosság, mint a lakosság átlagában. Ignatiosz, Tamer, Mathaiosz, és még többen mások is gyakorlatilag nyomorékok voltak. Ezért már Michałowski feltételezte azt, hogy a testi gyengeség a papi pályára predesztinált. Áron püspöknél fogmedri elváltozás miatti állandó fogfájás állt fenn.

## Pakhórasz püspökei
A feltárt sírokon kívül a szöveges emlékek alapján a város huszonkilenc püspökét sikerült azonosítani, a 7. század végétől 1181-ig. Ezután a püspöki székhely elköltözhetett, esetleg megszűnt a püspökség.